# مستشفى نيويورك-بريسبيتيريان
مستشفى نيويورك-بريسبيتيريان (بالإنجليزية: New York–Presbyterian Hospital أو NewYork–Presbyterian Hospital)‏ هو مستشفى جامعي في مدينة نيويورك يرتبط باثنتين من مدارس طب رابطة اللبلاب هما كلية الأطباء والجراحين بجامعة كولومبيا وكلية طب ويل كورنل.
تكون المستشفى بشكله الحالي في سنة 1998، عندما اندمج مستشفى بريسبيتريان إداريًا مع مستشفى نيويورك ليصبح اسم المنشأة «مستشفى نيويورك-بريسبيتيريان»، وليصبح مستشفى نيويورك القديم واحدًا من ستة مبانٍ تابعة لمستشفى نيويورك-بريسبيتيريان.
مستشفى نيويورك-بريسبيتيريان هو واحد من أكبر مستشفيات الولايات المتحدة، ويضم ما مجموعه 2478 سريرًا. وهو يتألف من مركزين طبيين مستقلين هما مركز جامعة كولومبيا الطبي، ومركز ويل كورنل الطبي. وقد حل المستشفى في المركز السابع على مستوى الولايات المتحدة والأول على مستوى منطقة نيويورك المتروبوليتانية، وفقًا لتقرير يو إس نيوز آند ورلد الصادر في يوليو 2015.

## أطباء بارزون
- أوهينيبا بواتشي-أدجي: جراح عظام غاني مختص في جراحات تقويم العمود الفقري. يعمل أستاذًا لجراحة العظام في كلية طب ويل كورنل.

## وصلات خارجية
- الموقع الرسمي للمستشفى (بالإنجليزية)
- نيويورك بريسبيتاريان: الخدمات العالمية (بالعربية)  بي دي إف